# Avatiu FC
El Avatiu FC es un equipo de fútbol de las Islas Cook que juega en la Primera División de las Islas Cook, la máxima categoría de fútbol en el país.

## Historia
Fue fundado en 1980 en la capital Avarua y en su primera temporada ganaron su primer título de la Primera División de las Islas Cook, aunque su principal mérito está en ser uno de los equipos que han ganado más veces la Copa Islas Cook, la cual han ganado en 9 ocasiones, 5 de ellas de manera consecutiva.

## Palmarés
- Cook Islands Round Cup: 6[1]

1980, 1991, 1994, 1996, 1997, 1999
- Cook Islands Cup: 9[2]

1981, 1982, 1992, 1993, 1994, 1995, 1996, 1997, 2000

## Jugadores

### Jugadores destacados
| - Tahiri Elikana - Jimmy Katoa - Ngatuaine Mani - Nathan Tisam | - Kristian Young - Benjamin Rairoa - Aturangi Putere - Christian Tauira |